# 訃報 1979年3月
訃報 1979年3月（ふほう 1979ねん3がつ）では、1979年（昭和54年）3月中に物故した、又は物故が報じられた人物についてまとめる。

## （1日 - 15日）

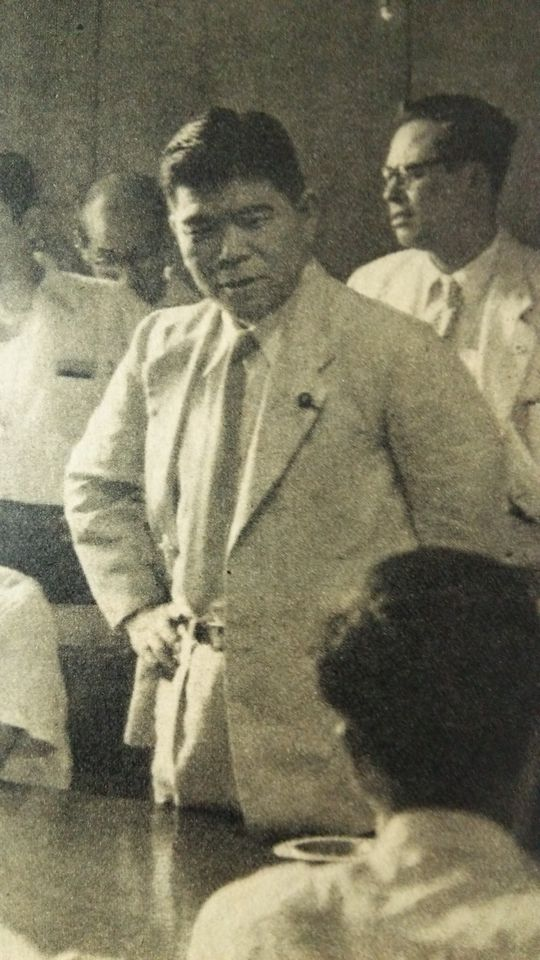
保利茂／3月4日没

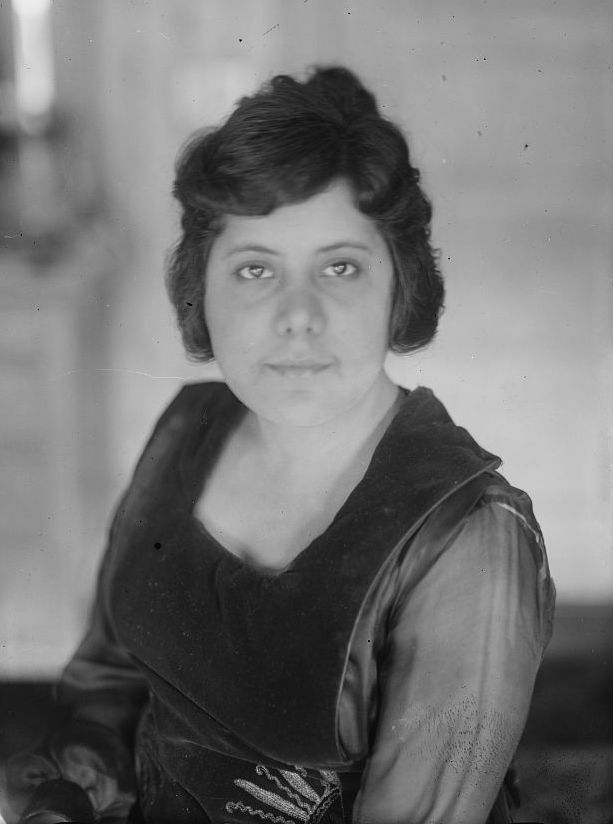
ギオマール・ノヴァエス／3月7日没

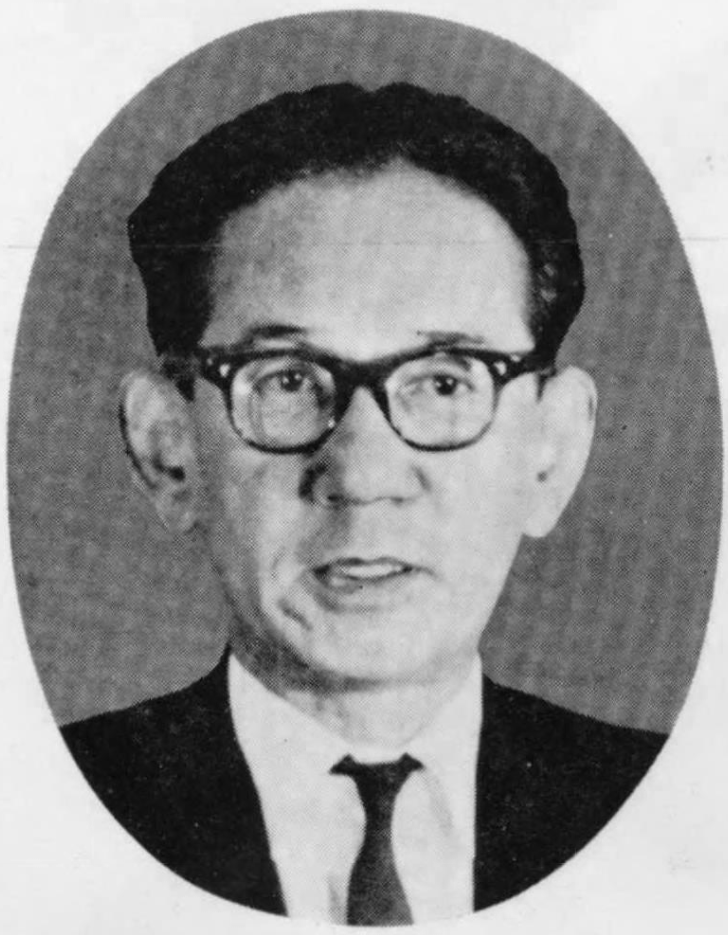
成田知巳／3月9日没

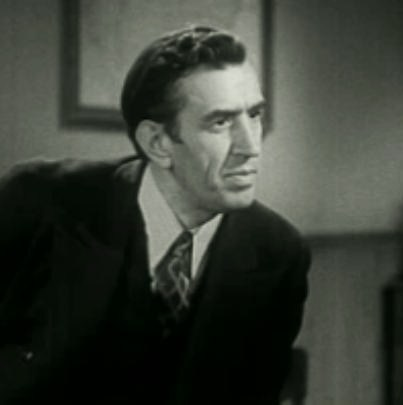
ヴィクター・キリアン／3月11日没

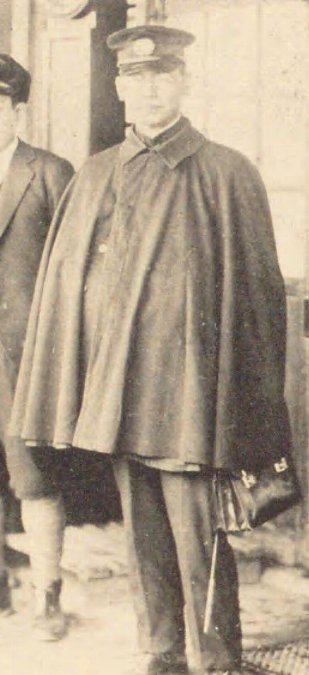
大金益次郎／3月11日没

藤浦洸／3月13日没

- 3月1日 - 古野清人、宗教社会学者（* 1899年）
- 3月2日 - 神崎清、評論家（* 1904年）
- 3月4日 - 保利茂、政治家（* 1901年）
- 3月7日 - ギオマール・ノヴァエス、ピアニスト（* 1895年）
- 3月7日- 三善信二、官僚・元参議院議員（* 1921年）
- 3月8日 - 鳥井森鈴、民謡歌手（* 1899年）
- 3月8日 - 小尾十三、小説家・教師（* 1908年）
- 3月9日 - 成田知巳、政治家（* 1912年）
- 3月9日 - 佃實夫、小説家・文献学者（* 1925年）
- 3月11日 - ヴィクター・キリアン、俳優（* 1891年）
- 3月11日 - 大金益次郎、官僚（* 1894年）
- 3月13日 - 藤浦洸、作詞家・詩人（* 1898年）
- 3月13日 - 芦田高子、歌人（* 1907年）
- 3月15日 - 野村ミス、政治家・衆議院議員（* 1896年）

## （16日 - 31日）

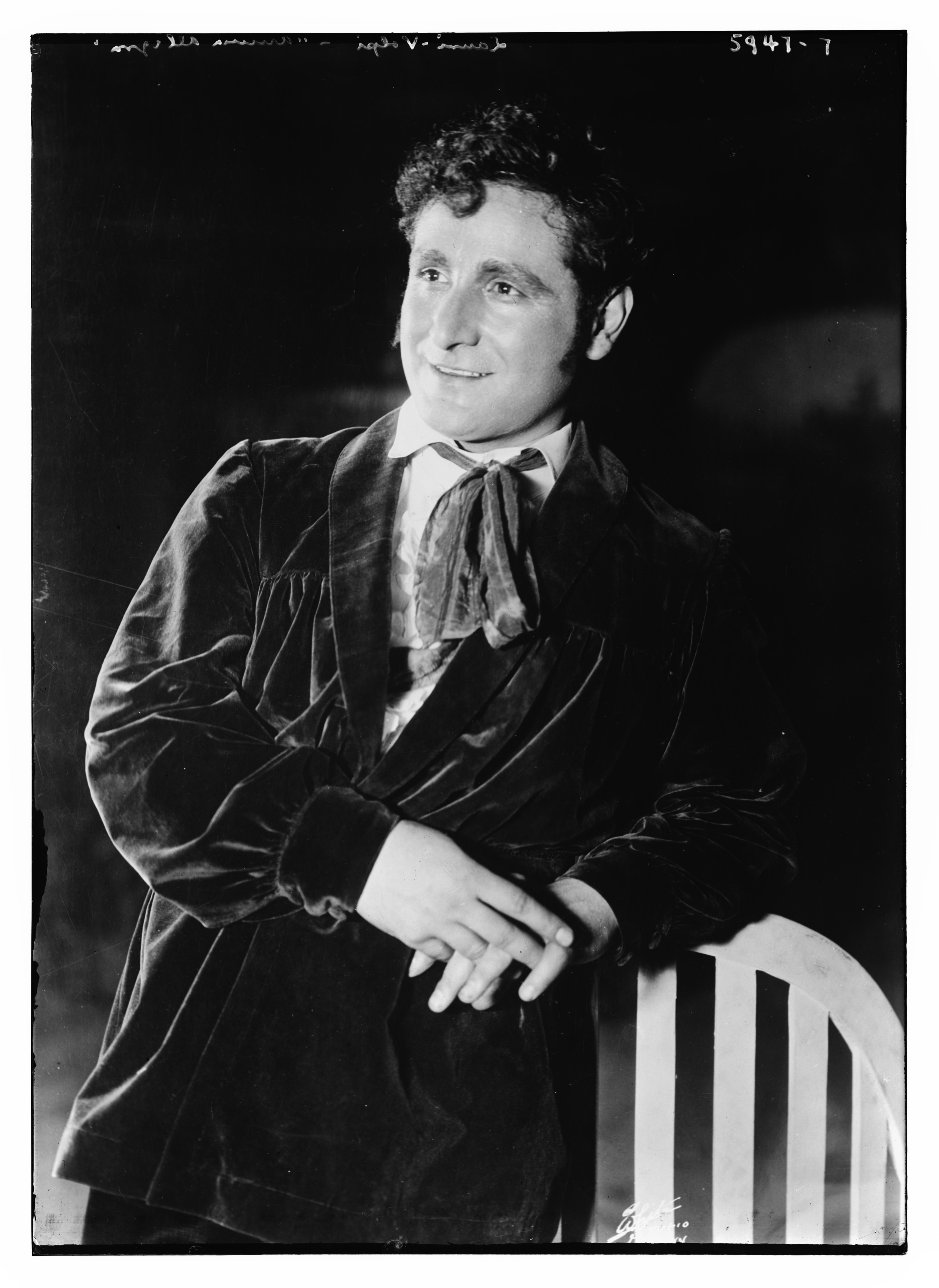
ジャコモ・ラウリ＝ヴォルピ／3月17日没

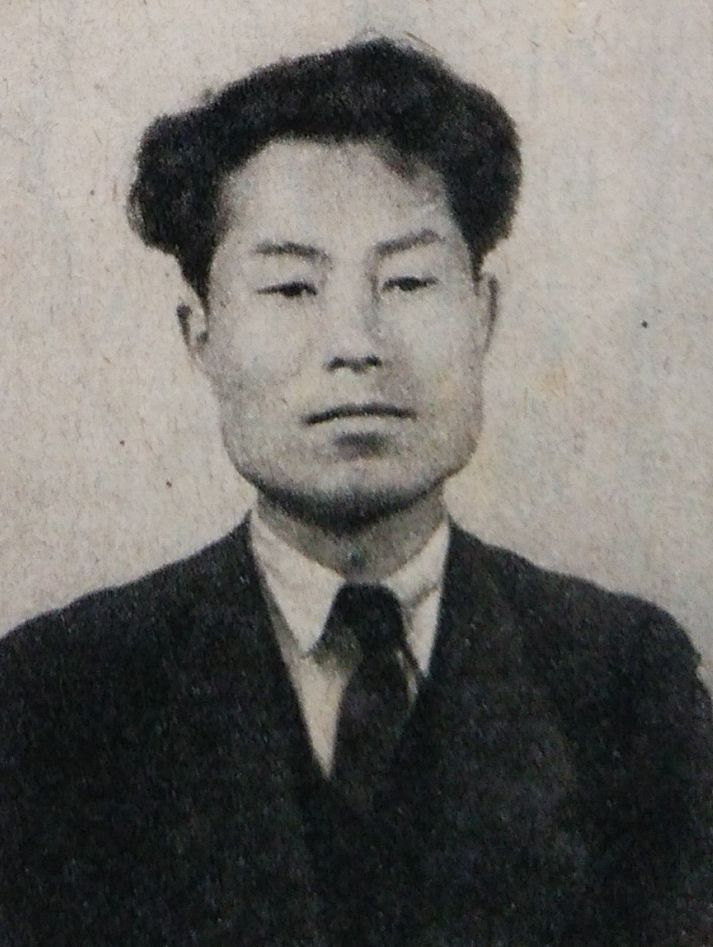
近藤日出造／3月23日没

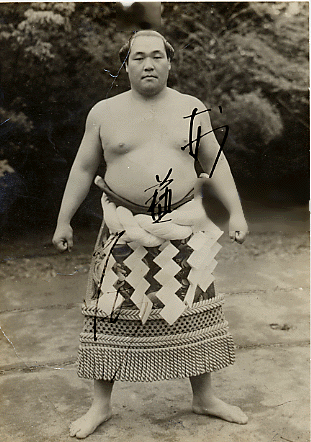
安藝ノ海節男／3月25日没

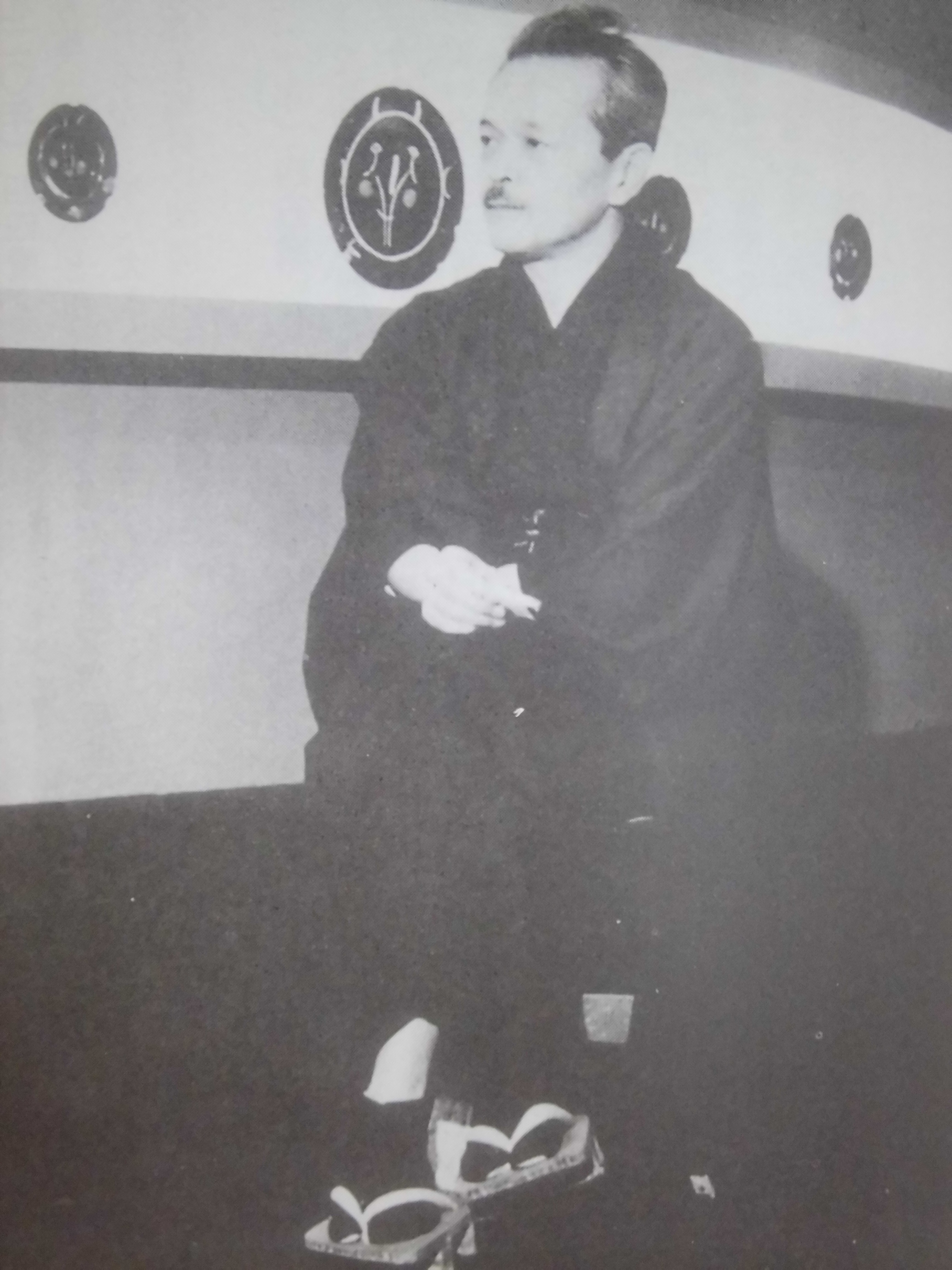
青山二郎／3月27日没

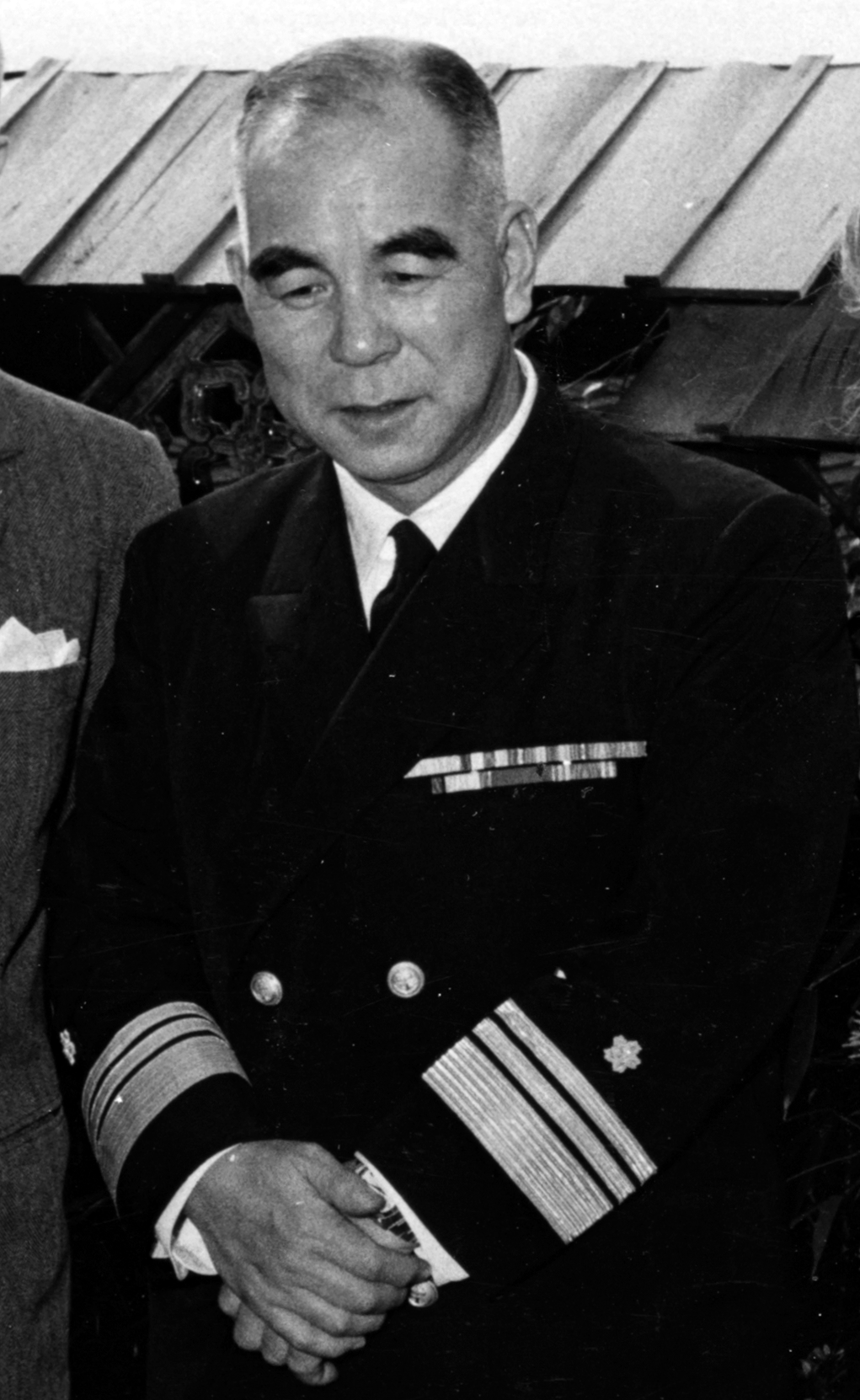
庵原貢／3月31日没

- 3月17日 - ジャコモ・ラウリ＝ヴォルピ、テノール歌手（* 1892年）
- 3月17日 - 大庭哲夫、逓信官僚・実業家・航空庁長官（* 1903年）
- 3月17日 - 宮川睦男、労働運動家（* 1916年）
- 3月23日 - 真下五一、作家（* 1906年）
- 3月23日 - 近藤日出造、漫画家（* 1908年）
- 3月25日 - 亀山孝一、内務・厚生官僚・政治家（* 1900年）
- 3月25日 - 安藝ノ海節男、元大相撲力士【第37代横綱】（* 1914年）
- 3月26日 - 松田巌、陸軍軍人（* 1895年）
- 3月27日 - 青山二郎、装丁家・美術評論家・数寄者（* 1901年）
- 3月29日 - 大潮清治郎、元大相撲力士（* 1900年）
- 3月30日 - 城多又兵衛、声楽家・音楽教育者・音楽学者・作曲家（* 1904年）
- 3月31日 - 庵原貢、海軍軍人・海上自衛官（* 1903年）
- 日付不明 - 由良哲次、歴史哲学者・日本史家・美術史家・浮世絵蒐集家（* 1897年）